# Provenchère (Doubs)
Provenchère is een gemeente in het Franse departement Doubs (regio Bourgogne-Franche-Comté) en telt 119 inwoners (2009). De plaats maakt deel uit van het arrondissement Montbéliard.

## Geografie
De oppervlakte van Provenchère bedraagt 7,1 km², de bevolkingsdichtheid is dus 16,8 inwoners per km².
De onderstaande kaart toont de ligging van Provenchère (Doubs) met de belangrijkste infrastructuur en aangrenzende gemeenten.

## Demografie
Onderstaande figuur toont het verloop van het inwonertal (bron: INSEE-tellingen).